# Casa Coll (Vilalba dels Arcs)
La Casa Coll és un edifici del municipi de Vilalba dels Arcs (Terra Alta) que forma part de l'Inventari del Patrimoni Arquitectònic de Catalunya.

## Descripció
És un edifici amb façana als carrers de l'Àngel i del Gall, propietat de la família Coll. Consta de planta baixa (que té dos nivells), planta noble i golfes. Posteriorment li fou afegit un cos que fa l'angle del carrer del Gall i el Major, amb galeria porxada i terrat. L'origen medieval es posa de manifest en els nombrosos arcs interiors i exterior, finestres i fusteries; amb les reformes posteriors apareixen els balcons i canvien les obertures. Hi destaca el portal amb grans dovelles i el treball de forja.

## Història
Aquesta casa forma part de la ruta jacobiana en la branca que s'inicia al portal del Romeu de Tortosa; a la porta hi ha les petxines que indiquen el seu estatus. Durant les guerres carlistes, la Casa Coll va ser carlista i en ella dormia Cabrera quan dirigia els llocs de Gandesa.
Va patir nombroses destrosses durant la Guerra Civil però ha estat restaurada i acull un museu sobre el camí de Sant Jaume i una exposició permanent dedicada al Terç de Requetès de la Mare de Déu de Montserrat. També té un arxiu i una biblioteca que es pot consultar.